# Hegyeshalom

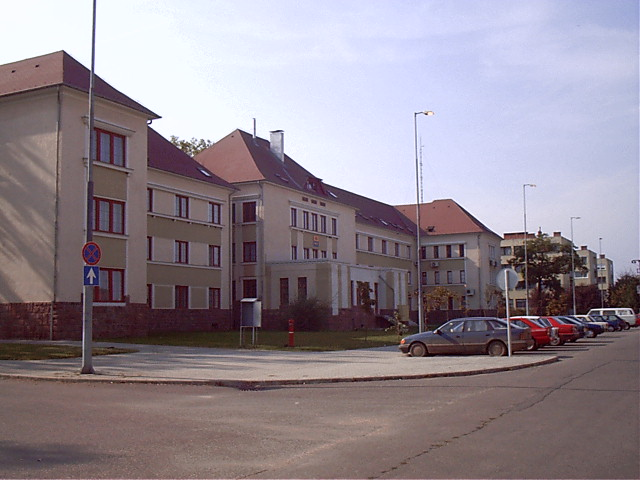
A felújított hegyeshalmi MÁV laktanya

Hegyeshalom (németül: Straß-Sommerein, horvátul: Štruos, Smierna) nagyközség Győr-Moson-Sopron vármegyében, a Mosonmagyaróvári járásban található.

## Elnevezései
A település német neve Straß-Sommerein. Több német neve volt, de 1359-től Hegyeshalomként írják Csánki Dezső, az Országos Levéltár volt igazgatója a Magyarország történelmi földrajza a Hunyadiak korában című művében, a 685. lapon a következő felsorolást adja: 1441 Poss. Samaria al. nom Hegyeshalm, 1451 Poss. Samaria al. nom. Hegyeshalm, 1462 Samarya alias Heghalom, 1550 Hegyeshalom, 1570-71Hegieshalom, 1649 Hegyes Halom, 1659 Hegyeshalom, 1674, Szumeriein sen Hegyeshallom, 1680 Hegyeshalom, 1696 Hegyeshalom Sommerein am Strass 1773 Hegyes.Halom, Strass Sumerein
Horvátul két neve ismert. A bezenyeiek Štruos-nak, a fertőhomokiak Smierna-nak nevezik a nagyközséget.

## Fekvése
A szomszédos Mosonmagyaróvárhoz hasonlóan a Dunántúl északnyugati részén, a Kisalföld legmélyebb középtáján, a Győri-medence északi csücskében fekszik, a magyar-osztrák határon. Ennek kistájai a folyóvízi üledékkel feltöltött Mosoni-síkság és a Szigetköz.
A közvetlenül határos települések a határ magyar oldalán: észak felől Rajka, északkelet felől Bezenye, délkelet felől Levél, délnyugat felől pedig Mosonszolnok; nagyon kevés híja van annak, hogy nem határos keleti irányból még Mosonmagyaróvárral is.
Természetes folyóvize az északi oldalon kanyargó Lajta folyó. A sík felületű, homokos, löszös iszapfelszíne alatt található vastag kavicsréteg képezi a település egyetlen nyersanyagforrását. A sok évtizedes, intenzív kavicskitermelés több, mint 100 hektáros bányatavat hozott létre, amely Csemeztanya felé egyre bővül. Legnagyobb részét horgászhelyként illetve üdülőközpontként hasznosítják.

## Közlekedés
Az Ausztria felé irányuló legforgalmasabb szárazföldi közlekedési kapcsolat révén, a schengeni egyezményhez történt csatlakozásáig itt üzemelt Magyarország leghíresebb vasúti és közúti határállomása. A Budapest–Hegyeshalom–Rajka-vasútvonal (amelyről innen elágazás tart Pozsony és Csorna felé), az M1-es és A4-es autópálya, valamint az 1-es főút révén Nyugat-Európa keleti kapuja. A település igazgatási területét érinti Rajka, Pozsony felé az M15-ös autópálya, a két autópályát összekapcsoló 101-es főút, valamint a központjában ágazik ki a Bezenyére vezető, 7,4 kilométer hosszú 1501-es út.
2013. december 18-án átadták a határig vezető kerékpársávot, ezzel a Győr-Hegyeshalom kerékpárút teljessé vált Ausztriáig.

## Története
A község történetét elsősorban földrajzi, határszéli helyzete határozta meg. A több ezer éves „királyi út” mentén egyaránt fontos volt az „imperium Romanum” majd a népvándorlás népei és az ezeréves Magyarország számára is. II. Endre 1217-es oklevele Hegeshalmként említi amely név egy csúcsos tetejű dombra utal. A halmon felépült római katolikus templomot Szűz Mária (Sancta Maria) tiszteletére emelték. Ennek német nyelvű változatából származik a Sammaria=Sommerein elnevezés. Hegyeshalom kétszáz éves címerében a strucc a gyorsaság és az éberség királyi tulajdonságát jelképezi. Az ezüstpatkó pedig a jómódnak, a szerencsének a jelképe.
Az 1647-es porta összeírás „elegyes német falu”-ként említi. A lakosság nagyobb része német volt, de a kurtanemesei és az iparosai viszont magyar nevűek voltak. A korábbi lakosság pusztulása a török 1683-as Bécs alóli visszavonulásának következménye volt. A község ma kétvallású, evangélikus és katolikus. Az 1851. évi vármegyei összeírás szerint 591 katolikus, 827 ágostai evangélikus lakos élt a községben. Köztük 23 nemes személy volt. 4000 holdnyi szántó, 972 holdnyi rét, továbbá káposztáskertek s a hatkerekű nagy malom jellemezte gazdagságát.

### Nevének eredete
A korabeli helyesírás szabályai szerint írt Hegesholm a századok során megszakítás nélkül jelzi a község nevét. A 15. században lehet találkozni a SANMARIA szóval Hegyeshalom német nevét jelzi. A sanctamaria szóból származik, annak elnémetesedett formáját őrzik a környéken lévő Somorja-községek is. Hegyeshalom-Samaria -Sommerein a többi Somorjától megkülönböztetésként a Sommerein an der Strass nevet is viselte. Ez az útmentiség az 1217-es oklevélben említett „főhadiút” latinul a via-regia=királyi út, a Győrt-Béccsel összekötő nyugat felé tartó, a község közvetlen közelében húzódó nagy fontosságú kereskedelmi és hadiút mellettiséget jelentette. Németül: an der Strass. Sokan összetévesztik a Strauss szóval, ami struccot jelent. Ezt a vélelmüket erősítette, hogy a község címerében strucc madár látható. Az ezüstpatkót a szájában tartó strucc után ferdítették a község Straussman Rhein= a Rajna felé vezető országútra, ami téves volt.

### A település különleges jelentősége
A trianoni békeszerződéssel 1921 után kezdődött a község különleges története. A település egyszerre az ország legfontosabb határállomása lett. Vámhivatal, rendező-pályaudvar vasutas és pénzügyőr lakások és határállatorvosi lakások épültek. A lakosság nagyobb számú alkalmazotti létszámmal egészült ki. A nemsokára nagyközségi besorolást kapott település, városias demográfiai mutatókkal rendelkezett. A község a 30-as évek közepén már 3400 fős volt. Ennek fele magyar volt. Az addigi egyetlen német alapiskola mellett iparostanonc-iskolát és az egész környéket kiszolgáló polgári középiskolát építettek.
Hegyeshalom a második világháborúban súlyos károkat szenvedett. 1945. március 8-án amerikai légitámadás, amely szőnyegbombázás volt, soha ki nem hevert emberi és szellemi veszteségeket okozott.
Mindezt tetézte a lakosság 1946-os kitelepítése. Ekkor 589 német származású lakost szállítottak el.
Kiemelt határállomás szerepe révén a háború után szükségszerűn gyorsan újjáéledt. A vasút, a kavicsbánya, és a határátkelő kb. 1000 helybéli embernek biztosított munkát. Az egykor jelentős mezőgazdaság még egy ideig virágzott, de napjainkban 2-3 család műveli. Az alkalmazottak hagyományosan a MÁV-nál, a határőrségnél és a vámszerveknél (pl. Győr) dolgoztak, Magyarország schengeni csatlakozása után azonban ezek a munkahelyek drasztikusan visszaestek. A lakosság jelentős része Ausztriába ingázik és ott dolgozik. Fogadó-átbocsátó állomás helyzetéből adódóan egy kisebb rész a határállomásra települt turizmusban, a vendéglátásban is foglalkoztatott.

### Mai élete

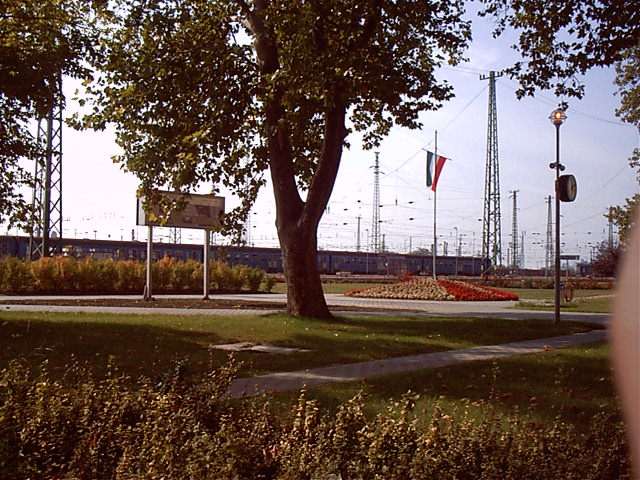
Az utóbbi években kialakított emlék és díszpark

Lakóinak életmódját és a foglalkoztatási struktúrát meghatározza szinte naponta átalakítja az a tény, hogy fontos vasúti és közúti közlekedési pont. A turizmus és az átmenő forgalom fontos színtere. Egyre több magánvállalkozás kereskedelmi és más szolgáltatás üti meg a városi színvonalat. Jól felszerelt háziorvosi, gyermekorvosi és a fogorvosi ellátás található a községben. A falu művelődését az óvoda, és az iskola mellett a közművelődés igényeit is kielégítő tornacsarnok szolgálja. Benne könyvtár, klubok és egyéb közösségi terekkel.
A vonalas infrastruktúrákkal jól ellátott. 1997-ben eljutott a lakossághoz a vezetékes gázellátás, az ivóvízrendszer a jó minőségű forrásából biztosított. A községi rendszer 22,5 km hosszú. Az egyenletes víznyomást 200 m³-es hidroglóbusz biztosítja. 1986-ban elkészült a szennyvízcsatorna-hálózat is
A szennyvíz telep kapacitása 712 m³ még nem teljesen lekötött. A 18 km úthálózatából 4 km burkolt, 4 km portalanított. A hálózatból 3 km-t a Győri Közúti Igazgatóság kezel.

## Közélete

### Polgármesterei
- 1990–1994: Vincze Zoltán (független)[11]
- 1994–1998: Vincze Zoltán (független)[12]
- 1998–2002: Vincze Zoltán (független)[13]
- 2002–2006: Vincze Zoltán (független)[14]
- 2006–2010: Szőke László (független)[15]
- 2010–2014: Szőke László (független)[16]
- 2014–2019: Szőke László (független)[17]
- 2019–2024: Szőke László (független)[18]
- 2024– : Szőke László (független)[1]

## Népesség
A település népességének változása:
| Lakosok száma | 3407 | 3416 | 3387 | 3829 | 3756 | 3727 | 3709 |
|               | 2013 | 2014 | 2015 | 2021 | 2022 | 2023 | 2024 |

A 2011-es népszámlálás során a lakosok 84,5%-a magyarnak, 0,3% horvátnak, 6,8% németnek, 2% szlováknak mondta magát (13,5% nem nyilatkozott; a kettős identitások miatt a végösszeg nagyobb lehet 100%-nál). A vallási megoszlás a következő volt: római katolikus 47,5%, református 3%, evangélikus 3,6%, felekezeten kívüli 16,8% (28% nem nyilatkozott).
2022-ben a lakosság 82,2%-a vallotta magát magyarnak, 8,1% szlováknak, 4,3% németnek, 1% ukránnak, 0,5% cigánynak, 0,2% szerbnek, 0,2% románnak, 0,2% horvátnak, 0,1-0,1% szlovénnek, görögnek, örménynek, bolgárnak és ruszinnak, 2,15% egyéb, nem hazai nemzetiségűnek (10,5% nem nyilatkozott; a kettős identitások miatt a végösszeg nagyobb lehet 100%-nál). Vallásuk szerint 31,2% volt római katolikus, 2,7% református, 2,6% evangélikus, 0,5% görög katolikus, 0,1% ortodox, 0,6% egyéb keresztény, 0,8% egyéb katolikus, 15,6% felekezeten kívüli (45,7% nem válaszolt).

## Látnivalók

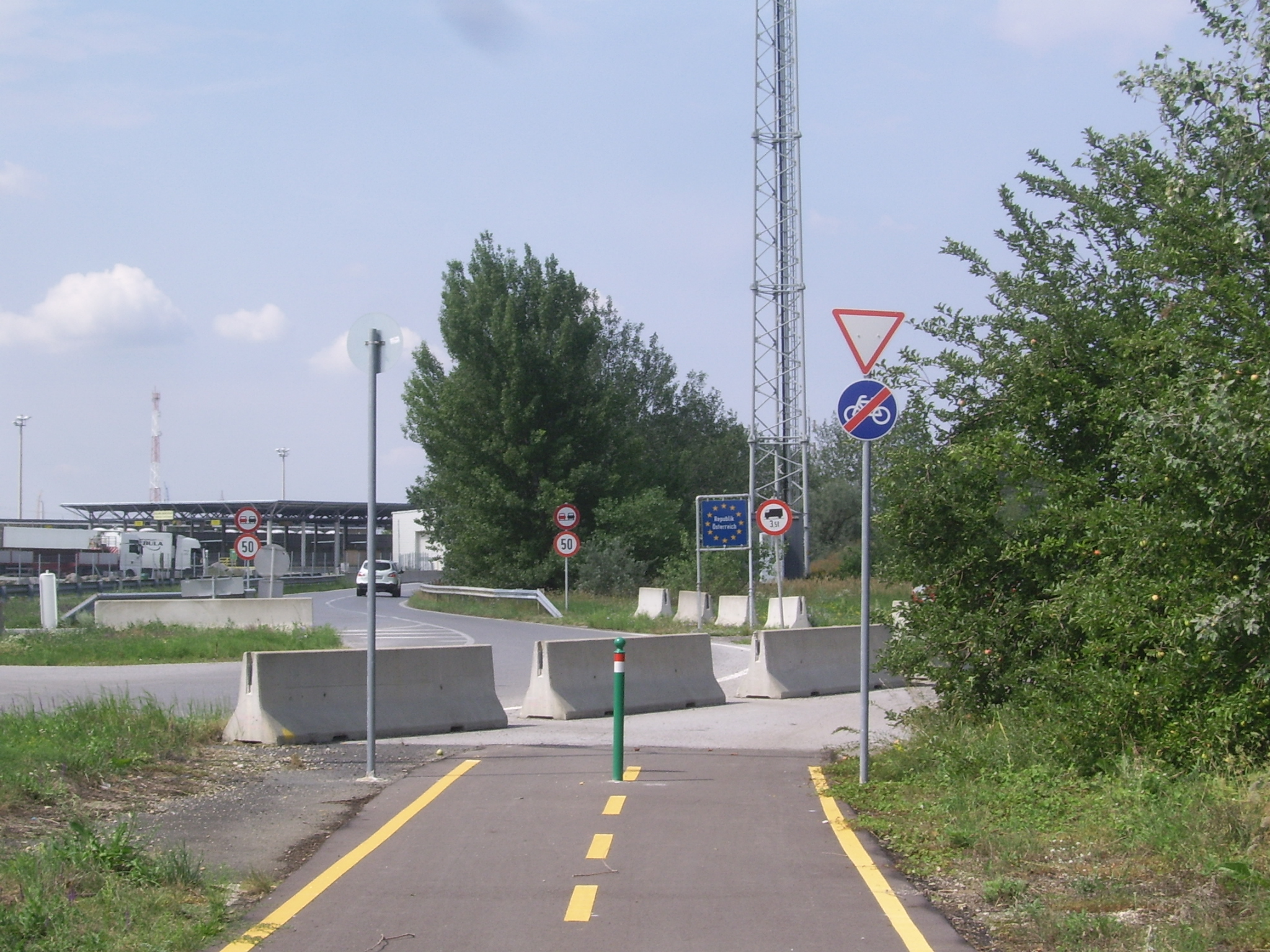
Hegyeshalom államhatár

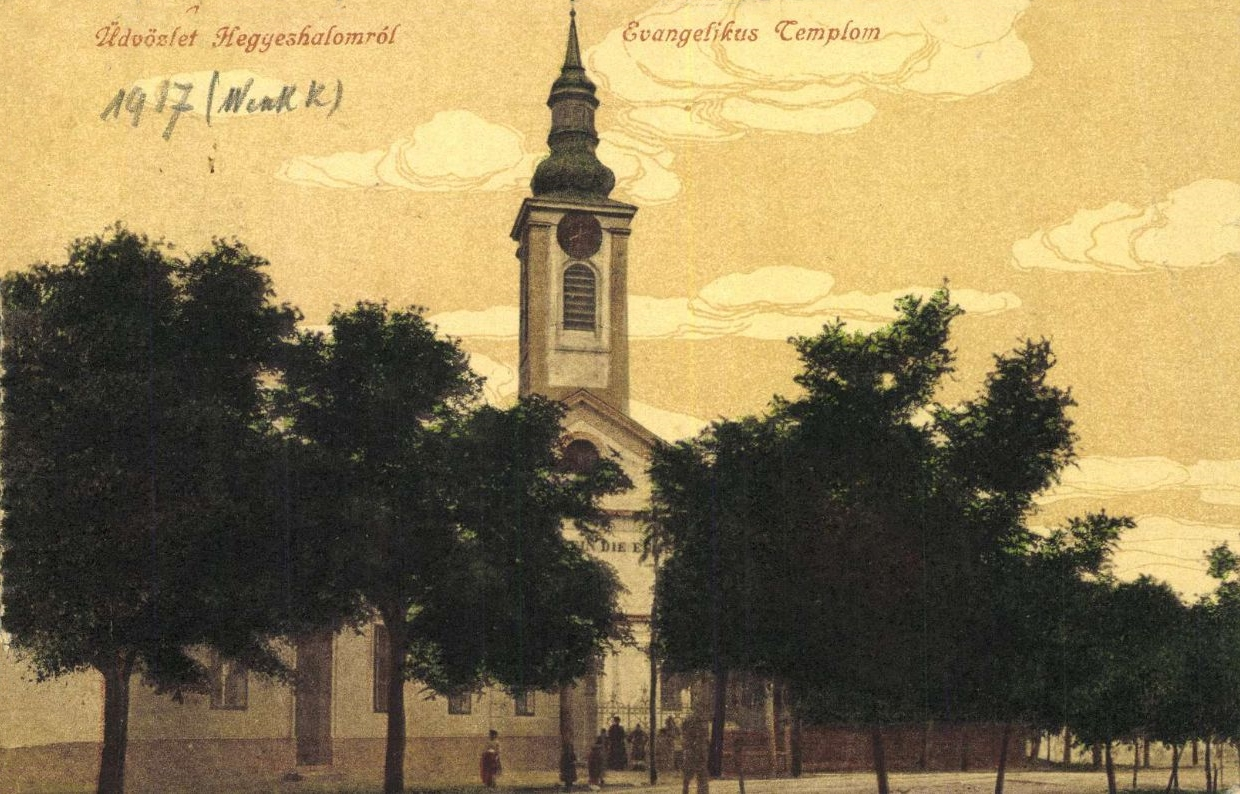
Az evangélikus templom a 20. század elejéről

- Katolikus templom

A község közepén áll, kis dombon a település Árpád-kori temploma, ami a 13. században épült román stílusban, majd a 15. században gótikus stílusban alakították át. Keleti végén emelkedik a nyolcszög alaprajzú középkori torony, melynek felső emeletét négyszögletesen alakították ki a 18. századi felújítás során.
A templom hajója korszakokat köt össze. A középkori freskókkal díszített diadalív mögött a közelmúltban kibontott 13. századi gótikus kőbordák borulnak az oltárasztal fölé. Az ellenkező irányban, egy kis falu lakóinak a szép iránti igényességét bizonyítandó, 18. századi barokk oltárképet csodálhatunk meg. (Helye: Fő u. 29.)
- Evangélikus templom

A 19. században a főúton az evangélikusok Bendl Károly Gottfried tervei alapján klasszicista stílusú homlokzattal egy másik templomot emeltek. (Helye: Fő u. 45.)
- Stettni-tó

A katolikus templom mögött található, halban gazdag horgásztó. Partja parkosított, pihenésre, kikapcsolódásra alkalmas. Szabadtéri színpadja és a tó környezete nyaranta számos rendezvény helyszíne.
- Bányató

Hegyeshalom déli határában található. Nagysága bő 100 hektár, amit még most is aktívan bányásznak. Ennek ellenére a környékből sokan járnak ide: a búvárok pl. órákat autóznak a helyenként 40-50 méter mély[forrás?], ivóvíz tisztaságú tó miatt, ami országosan is ritka. Ezenkívül a gépek által már elhagyott partszakaszokat nyaranta fürdőzök, szörfösök és horgászok veszik birtokba. A fürdőzők számára megközelíthető az Orgona utca felől a vasúti átjárón keresztül.
- Volt határátkelőhely

A legforgalmasabb határállomásra évente kb. 15 millió külföldi érkezett (turisták, hazautazó külföldi munkások). Az ő fogadásukat szolgálja a modern határállomás. A volt ellenőrzőpont mellett bevásárlóközpont, étterem és szálloda épült fel, pénzváltó]]k és autópályamatrica-értékesítők települtek. A 2008-as schengeni csatlakozás után ezek a vállalkozások bezártak, egy-két kivétellel továbbálltak.

## Híres emberek
- Itt született 1828-ban Hornyánszky Viktor író, nyomdász és könyvkiadó.
- Itt született 1917-ben Cziráki Lajos grafikus, festőművész
- Itt született 1921-ben Terplán Zénó egyetemi tanár, az MTA tagja

## Érdekességek
- A település nevében (teljesen véletlenül, az összetett szó két tagjának találkozásából adódóan) benne rejlik a "shalom" szó, mint a zsidók (illetve a héber nyelv) egyik legismertebb üdvözlő kifejezése. Ráadásul amíg határátkelő is működött itt, addig a község neve fogadta az oda érkezőket, ez így együtt pedig akkoriban többféle viccnek is szolgált humorforrásául.